# Jacob Ferdinand Voet
Jacob Ferdinand Voet nebo Jakob Ferdinand Voet (asi 1639, Antverpy – 26. září 1689, Paříž) byl vlámský portrétista. Jeho mezinárodní kariéra ho přivedla do Itálie a Francie, kde maloval portréty pro elitní klientelu. Je považován za jednoho z nejlepších a nejmódnějších portrétistů vrcholného baroka.

## Životopis
O jeho mládí, výchově a kariéře se zachovalo jen málo podrobností. Narodil se v Antverpách jako syn malíře Eliase Voeta. Byl jedním z patnácti dětí; jeho starší bratr Carlo se přestěhoval do Amsterdamu a v roce 1661 se oženil s dcerou bohatého obchodníka Joana Coymanse a Sophie Tripové. Jacob opustil rodné Antverpy a odcestoval do Říma, kde pobýval v letech 1663 až 1680. Stal se členem Bentvueghels, sdružení převážně holandských a vlámských umělců působících v Římě. Všechny členy nakreslil uhlem na bílou zeď hostince v Římě, který byl oblíbeným místem setkávání této skupiny. Obraz byl natolik cenný, že nikdy nebyl přemalován.
V Římě bylo jeho portrétování velmi žádané u papežského dvora a římské aristokracie, včetně prominentních rodů Colonnů a Odescalchiů. Patronkou se mu stala Kristina, královna švédská, která tehdy sídlila v Římě. Namaloval její portrét i portrét jejího přítele, kardinála Azzolina. Angličané a další Evropané navštěvující Řím na své kavalírské cestě si Voetovy portréty objednávali také.
V letech 1671 až 1672 dostal od kardinála Chigiho pověření malovat portréty mladých, v římské společnosti prominentních žen. V letech 1672 až 1678 vytvořil pro jídelnu kardinála Chigiho v jeho paláci v Ariccii (v Albanských kopcích mimo Řím) první sérii 37 portrétů nejkouzelnějších žen Říma („Galleria delle Belle“). Později sérii zkopíroval a dokonce rozšířil pro další římské a italské šlechtické rodiny. To odstartovalo smršť objednávek na portréty mladých žen z Říma i ze zahraničí.
V Římě žil s malířem a rytcem Cornelisem Bloemaertem. Z města ho vykázal papež Inocenc XI., který byl pobouřen Voetovými portréty žen s neslušným dekoltem. Řím proto opustil a v roce 1680 byl zaznamenán v Miláně. V roce 1681 byl ve Florencii, kde pracoval pro rodinu Medicejů. Následně v letech 1682 až 1684 pobýval v Turíně. Do Antverp se vrátil v roce 1684. Podle životopisce Arnolda Houbrakena z 18. století se Voet vydal na zpáteční cestu do Antverp z Turína společně s nizozemským malířem Janem van Bunnikem, se kterým se setkal již v Římě ve společnosti Cornelise Bloemaerta. Z Turína se vydali do Lyonu, kde se setkali s malíři Adriaenem van der Kabel, Pieterem van Bloemen a Gillisem Wenixem. Následně ve společnosti třetího malíře, Jacoba van Bunnika, bratra Jana van Bunnika, odcestovali někdy mezi lety 1684 a 1686 do Paříže.
Byl jmenován dvorním malířem a zemřel tam v roce 1689, žijící na Quai de Guénégaud. V Paříži se stal portrétistou politických a vojenských osobností jako například Michel Le Tellier, François-Michel le Tellier a markýz z Humières. Jeho žákem byl pravděpodobně Jacques d'Agar.

## Práce
Specializoval se na malování portrétů. Raný holandský životopisec Houbraken poznamenal, že Voet maloval historické obrazy i krajiny, ale úspěch si zajistil svými královskými, církevními a třídními portréty. V současnosti jsou mu připisovány pouze portrétní malby a ani jedna historická malba či krajinomalba.
Specializoval se na portréty od pasu nahoru, ve kterých se veškerá pozornost soustředí na téma, které vystupuje z neutrálního tmavého pozadí. Jeho předměty mají obvykle reflexivní výraz a velmi nápadné, zapamatovatelné oči, vždy velké a evokující. Soustředil se na dekorativní prvky, jako jsou vlasy a oblečení postav. Zdá se, že jeho obrazy byly provedeny s nenucenou přesností a plynulou lehkostí. Byl také známý jako malíř miniaturních portrétů.
Je pravděpodobné, že díla portrétistů Carla Maratty (1625–1713) a Pierra Mignarda (1612–1695), kteří působili v Římě ve stejné době jako on, inspirovala eleganci jeho stylu, kterou zkombinoval s vlámským důrazem na detail.
Namaloval také několik portrétů ve stylu girlandových obrazů, který byl v té době ve Flandrech populární. Girlandové obrazy jsou zvláštním typem zátiší, které v Antverpách vyvinuli umělci jako Jan Brueghel starší, Hendrick van Balen, Frans Francken mladší, Peter Paul Rubens a Daniel Seghers. Obvykle vyobrazují květinovou girlandu kolem zbožného obrazu nebo portrétu. Girlandové obrazy byly obvykle výsledkem spolupráce mezi malířem zátiší a figurálním malířem. Úzká spolupráce mezi umělci s různými specializacemi byla běžnou praxí také v Římě.
Jeho díla byla šířena prostřednictvím kopií římského malíře Pietra Veglii a rytin vlámského rytce Albertuse Clouweta. Římský nakladatel Giovanni Giacomo Rossi zařadil jeho portréty kardinálů do publikace Effigies Cardinalium nunc viventum.

## Galerie

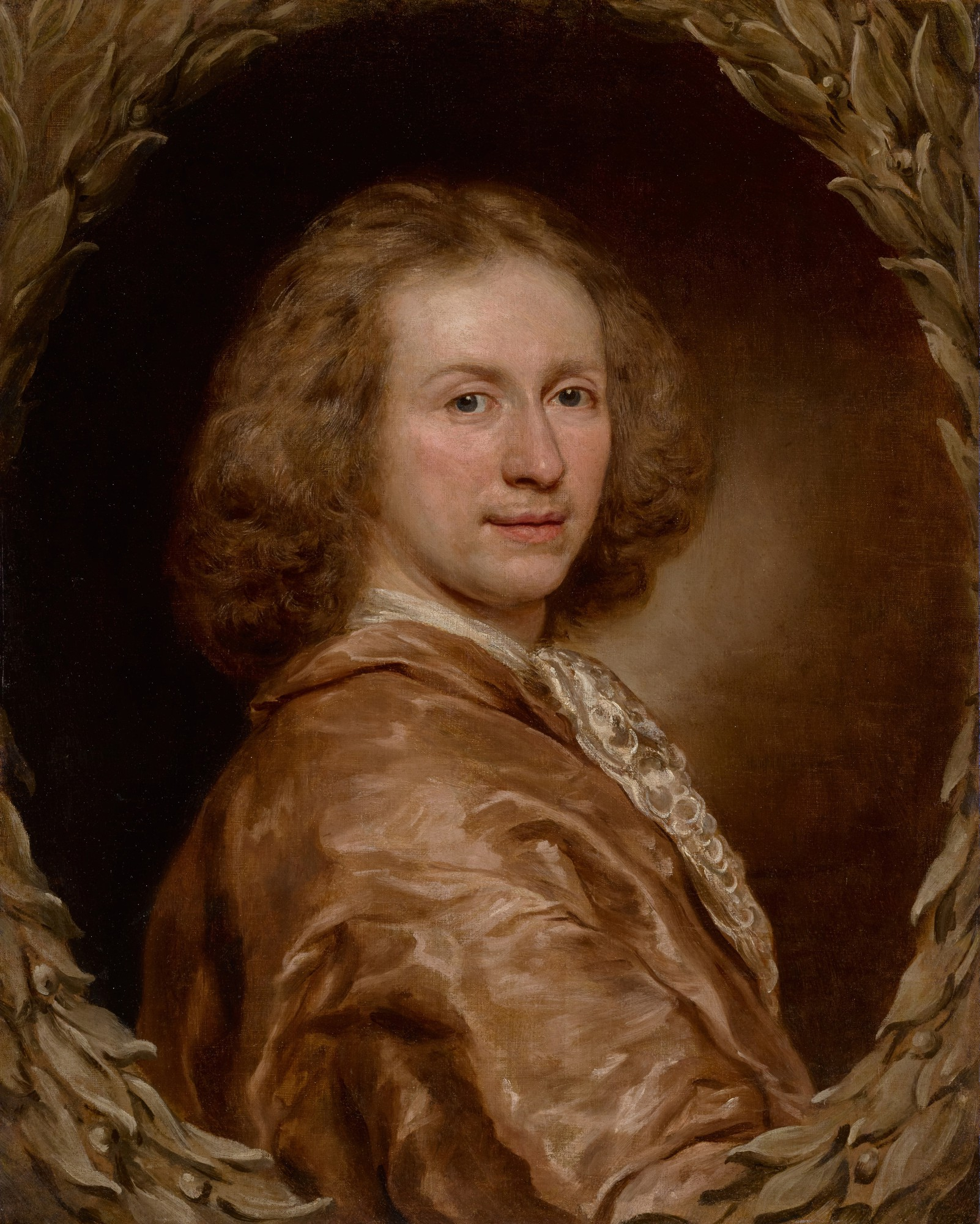
Autoportrét, 1681
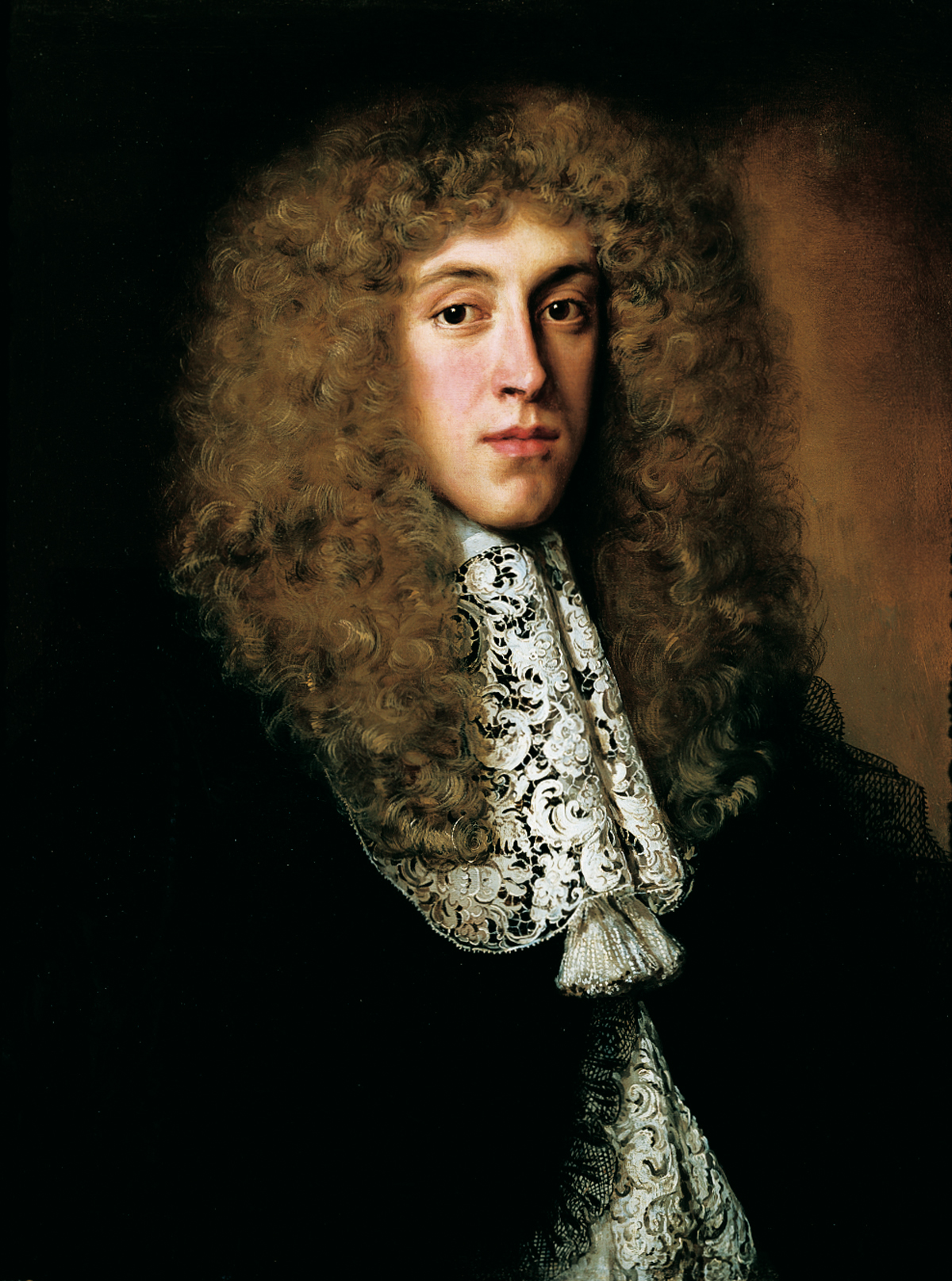
Portrét gentlemana s krajkovým límcem, cca 1660–1670
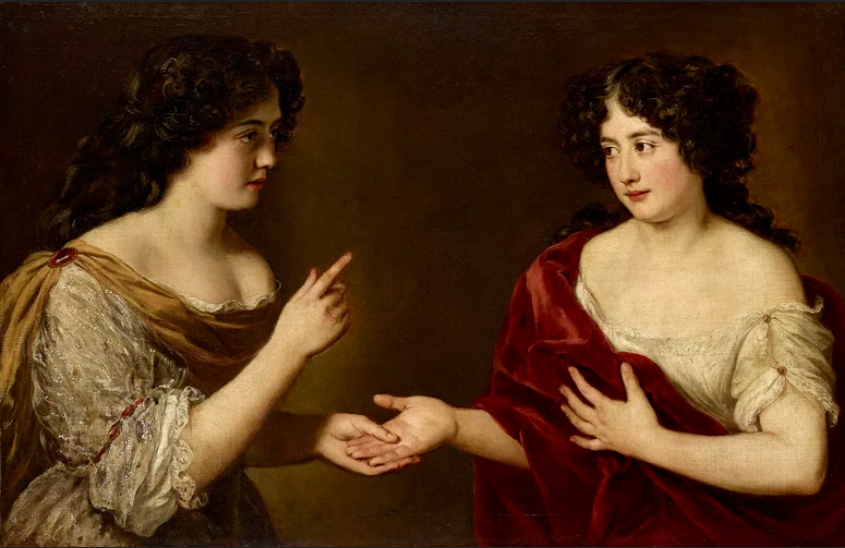
Hortense Manciniová a její sestra Marie, cca 1670–1700
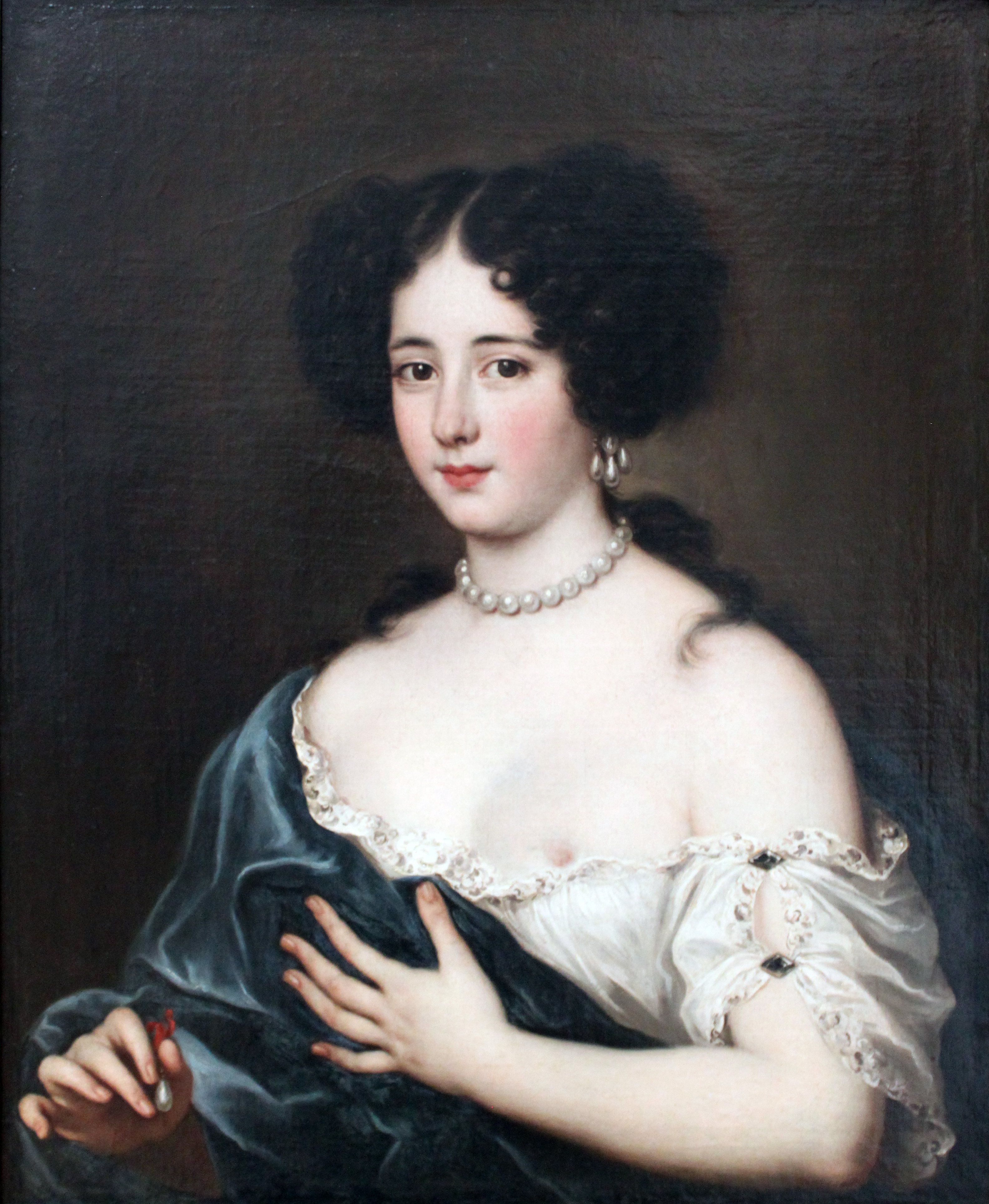
Clelia Cesarini Colonnová, vévodkyně ze Sonnina, jako Kleopatra, 1675
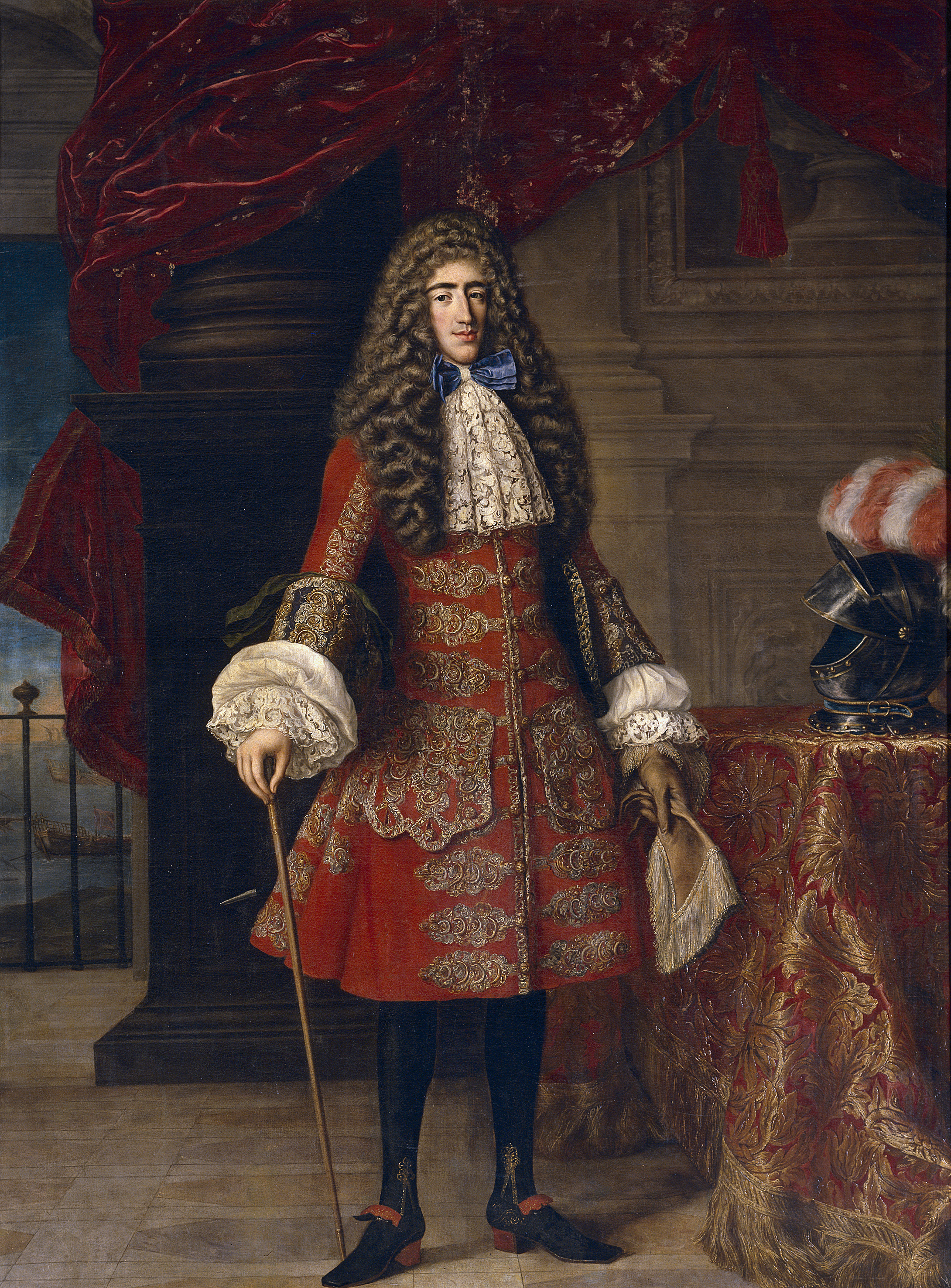
9. vévoda z Medinaceli, cca 1684
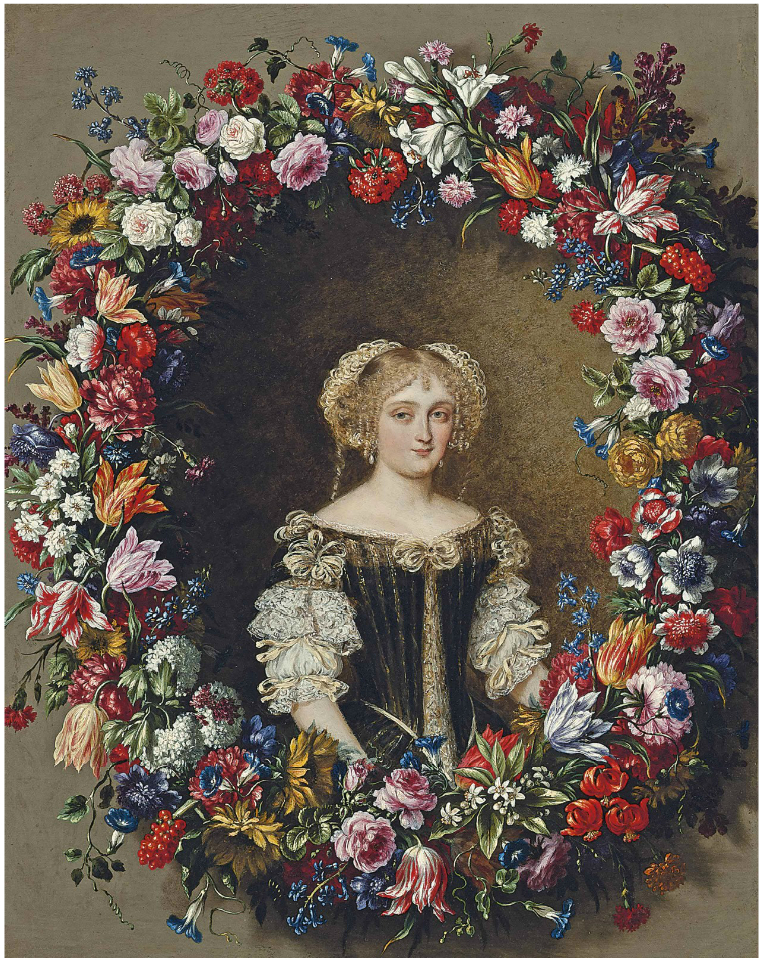
Portrét dámy, tradičně označované jako členka rodu Colonnů, cca 1660–1700